# Hydrotaea armipes
Hydrotaea armipes este o specie de muște din genul Hydrotaea, familia Muscidae. A fost descrisă pentru prima dată de Fallen în anul 1825. Conform Catalogue of Life specia Hydrotaea armipes nu are subspecii cunoscute.